# عقد 680
عقد 680 هو عقد امتد بين 1 يناير 680 و31 ديسمبر 689 بحسب التقويم الميلادي. سبقه عقد 670 ولحقه عقد 690.

## أحداث
- معركة كربلاء (680)
- معركة بسكرة (682)
- معركة عين الوردة (685)
- معركة مرج راهط (684)
- معركة الخازر (686)
- وقعة الحرة (683)

## مواليد
- شوانزونغ إمبراطور تانغ (685)
- غيطشة (687)
- بيلايو (685)
- عبد الله الرضيع (680)
- مروان بن محمد (688)
- عبد الله بن عون (685)
- شارل مارتيل (688)
- نافع المدني (689)
- العلاء بن الحارث (685)
- عبد الله بن ذكوان (685)
- يزيد بن عبد الملك (687)

## وفيات
- أبو المهاجر دينار (683)
- الأحنف بن قيس (687)
- أم البنين (683)
- عروة البارقي (681)
- معاوية بن أبي سفيان (680)
- رقية بنت الحسين (680)
- الإمبراطور تيمو (686)
- عمر بن سعد (686)
- معاوية بن يزيد (684)
- حبيب بن مظاهر الأسدي (680)
- زهير بن القين (680)

## كتب
- Yves Denis Papin (1998). Chronologie de l'histoire ancienne. Lieu de publication non identifié: Éditions Jean-paul Gisserot. ISBN:2-87747-346-5. OCLC:40746926. مؤرشف من الأصل في 2022-03-16.
- موسوعة حضارة العالم (2002) لأحمد محمد عوف.

## روابط خارجية
- تصفح سنة بسنة عقد 680 على موقع onthisday.com
- تصفح سنة بسنة عقد 680 ابتداءً من سنة عقد 680 على موقع المكتبة الوطنية الفرنسية